# Achilles (schip, 1906)
De Achilles was een Nederlands stoomschip/koopvaardijschip van 1.815 ton van de rederij KNSM. De Achilles werd in 1906 gebouwd en volledig afgewerkt door de Nederlandse Scheepsbouw Maatschappij in Amsterdam.
Ze vertrok vanuit Demerara richting Trinidad, Kleine Antillen. Haar lading bedroeg zo'n 1.800 ton suiker. 

## Geschiedenis
Om 22.41 u op 1 oktober 1942 werd de niet-geëscorteerde Achilles aangevallen door de U-202 onder commando van Günter Poser. Ze werd getroffen door een torpedo en zonk onmiddellijk, op positie 09°06' N. en 59°48' W. na een fatale torpedovoltreffer in haar middenschip, omstreeks 23.01 u. Van de 36 bemanningsleden stierf er één man. De 35 overlevenden konden nog in de sloepen ontkomen.